# Клиент
Вижте пояснителната страница за други значения на Клиент.
Клиентът (от латински: cliens, „клиент“) е получател на стока или услуга в търговията и икономиката, предоставяни от продавач или доставчик, обикновено в замяна на пари или друга стойност. В някои случаи клиентът е също потребител на стоката или услугата, но това не е задължително.
При юридическите отношения клиентът е доверител, търсещ правна защита (услуга) от адвокат.